# 細川護貞
細川 護貞（ほそかわ もりさだ、1912年〈明治45年〉7月17日 - 2005年〈平成17年〉10月3日）は、旧肥後熊本藩細川家の第17代当主。第2次近衛内閣で内閣総理大臣秘書官を務めた。

## 生涯
1912年（明治45年）、細川侯爵家第16代当主・細川護立と博子（侯爵池田詮政の長女）の長男として生まれる。曾祖父に島津忠義と鍋島直正。旧制学習院高等科を経て京都帝国大学で狩野直喜博士の教えを受ける。京大法学部卒業後、企画院嘱託。
1940年（昭和15年）、第2次近衛内閣で首相秘書官に就任する。1943年（昭和18年）、昭和天皇の弟宮高松宮宣仁親王の御用掛となり宮中グループを中心に各方面の有識者から情報や意見を収集し、海軍グループで同郷出身の高木惣吉海軍少将に協力して東條英機暗殺未遂事件や終戦工作の一翼を担い、戦時中の動静を「細川日記」として戦後発表している。
戦後は政治から一線を引き、細川家当主として、伝来の書画茶道具などの工芸美術品を管理するため設立された財団法人永青文庫の理事長に就任。また、1922年に旧軽井沢ゴルフクラブで初めてゴルフを体験して以降のめり込んだ護貞は、日本ゴルフ協会会長なども務めた。さらに神社本庁統理、日本工芸会会長なども務めた。 
1949年（昭和24年）5月、熊本市に昭和天皇の戦後巡幸が行われた際には、肥後製蝋株式会社の社長として工場に天皇を案内した。
1996年から1998年まで弘世現（任期：1983年-1996年）の後任として伊勢神宮崇敬会第5代会長。また、美術愛好家として著書を多く出している。
1969年（昭和44年）、長男の護熙が政界入りを希望すると反対し、「そんなヤクザな道に入るのなら、家とは縁を切ってくれ。カネも含めて今後一切の面倒は見ない」と勘当を言い渡した。
なお、護熙は1969年の第32回衆議院議員総選挙に立候補し落選はしたが、1971年の第9回参議院議員通常選挙に当選、以後1983年には熊本県知事に転じた。1993年（平成5年）、護熙は日本新党代表として第40回衆議院議員総選挙で当選し、55年体制以降では自民党以外で初めて首相に就任している。その際のインタビューで護貞は息子の首相就任を喜ぶこともなく「あれの性格ではいずれ投げ出すだろう」という趣旨の発言をし周囲を唖然とさせた。しかし結果的に翌年4月に護熙は電撃辞任しており護貞の予見は当たることになった。
晩年は、高齢で病気がちで表には出なかった。2005年（平成17年）10月3日、心不全のため死去。93歳没。

## 爵位について
一部からは護貞が侯爵であったと誤解されているが、父の護立（1970年（昭和45年）11月に没）は亡くなるまで当主であり続け隠居をしておらず、華族制度の廃止まで爵位を譲っていない。護貞は、細川侯爵家の一員である、侯爵令嗣（相続予定者）という立場であった。

## 家族
最後の熊本藩主・細川護久の孫で、父は侯爵細川護立。母は池田博子（池田詮政の長女。また、同じ熊本県となった肥後人吉藩相良家の血筋も引いている）。戦前は、先祖伝来の熊本県内に加え朝鮮半島の大地主となり、事業経営も順調であったことから、護立が美術品収集に散財してもなお数千万円の資産を有する家であった。
2度の結婚歴がある。初婚の相手は公爵近衛文麿元首相の次女・近衞温子（母方の曽祖父に最後の宇土藩主・細川行真がいる）。温子との間に2男を儲けた。
- 長男：護煕（元熊本県知事・元日本新党代表・第79代内閣総理大臣）
- 次男：護煇（近衛家の養子となり、近衞忠煇と改名。日本赤十字社社長、2009年（平成21年）に国際赤十字会長）

護煕・忠煇兄弟の幼少時、妻の温子は結核により早世した。
2度目の結婚は、旧熊本藩筆頭家老であった松井家から、松井薫子（松井明之の娘、2006年（平成18年）に死没）を後妻に迎えた。薫子との間に1女を儲けた。
- 長女：明子（表千家14代千宗左夫人）

## 細川日記
太平洋戦争（大東亜戦争）下の1943年（昭和18年）11月から1946年（昭和21年）10月までの日記。岳父の近衛文麿首相秘書官を務めていたことから、戦中期は近衛の意を受け、高松宮に各種情報を報告する任務に就いた。この時期を挟む日記で、「昭和史」の貴重な資料と目される。特に、日本が日中戦争（支那事変）から太平洋戦争（大東亜戦争）に向かう時代の、軍部と政界の緊迫する様子や重臣たちの動静を伝えている。師の狩野直喜により「黙語録」と命名された。近代日本史学者柴田紳一は「時局と日本を憂える真情が、冷静な観察眼をもって描かれ、細川という人物の人格をも偲ばせる」と評している。
- 『細川日記』 中央公論社 1978／中公文庫（上下） 1979年／中公文庫BIBLIO（上下） 2002年
  - 旧版 『情報天皇に達せず　細川日記』（上下）、同光社磯部書房　1953年

## 著書
- 『細川幽斎』 求竜堂 197年2／中公文庫 1994年
- 『茶・花・史 怡園随筆』　主婦の友社 1972年
- 『文具 永青文庫名品選』（編著）木耳社 1978年
- 『一得録』 中央公論社　1982年
- 『中国瓶花といけばな』 講談社 1983年
- 『細川護貞座談 文と美と政治と』 中央公論社 1986年／中公文庫 1990年。聞き手は光岡明・内田健三
- 『想出の人々 揮塵憶往録』 文藝春秋 1988年
- 『魚雁集 細川家に残っている手紙』 思文閣出版 1990年
- 『細川家十七代目 私の履歴書』 日本経済新聞社 1991年
- 『目迷五色 清朝磁器』　中央公論社 1992年。大部の編著